# Darius James
Darius James (* 1954 in New Haven, Connecticut) ist ein US-amerikanischer Autor.
Darius James lebt seit 1998 in Berlin und schreibt für den Verbrecher-Verlag. Er publizierte zahlreiche Essays und Artikel zu Film, Musik und afroamerikanischer Kultur.

## Werke (Auswahl)
- That's Blaxploitation: Roots of the Baadasssss 'Tude (Rated X by an All'Whyte Jury)
- Negrophobia: An Urban Parable
- Voodoo Stew dt./engl., Verbrecher Verlag Berlin 2004
- Froggie chocolate's christmas eve / Froggie Chocolates Weihnachtsabend dt./engl., Verbrecher Verlag Berlin 2005

| Personendaten    | Personendaten           |
| ---------------- | ----------------------- |
| NAME             | James, Darius           |
| KURZBESCHREIBUNG | US-amerikanischer Autor |
| GEBURTSDATUM     | 1954                    |
| GEBURTSORT       | New Haven, Connecticut  |